# Dasysphinx baroni
Dasysphinx baroni är en fjärilsart som beskrevs av Rothschild 1910. Dasysphinx baroni ingår i släktet Dasysphinx och familjen björnspinnare. Inga underarter finns listade i Catalogue of Life.